# هيدي لامار

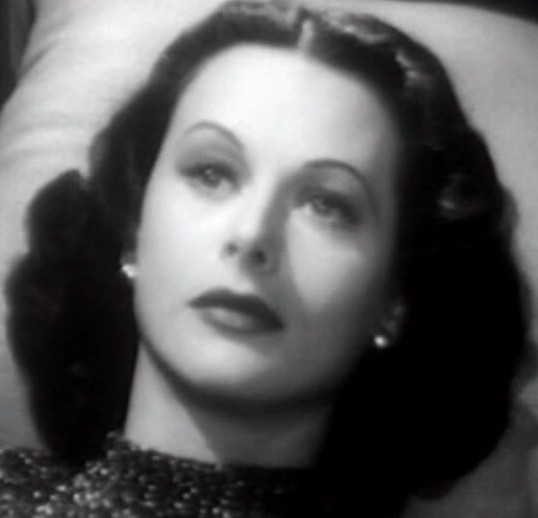
هيدي لامار

هيدويغ إيفا ماريا كيزلر (بالإنجليزية: Hedwig Eva Maria Kiesler)‏ والتي تُعرف باسم هيدي لامار هي ممثلة ومخترعة نمساوية أمريكية من أبوين يهوديين، كانت من نجوم العقد من شركة مترو غولدوين ماير، وعالمة رياضيات. واشتهرت على خلفية مشاركتها مع آخرين في اختراع القفز الترددي في الاتصالات الراديوية.

## حياتها المبكرة
ولدت ماريا إيفا لامار هيدويغ كيسلر في فيينا، النمسا والمجر، وكانت الابنة الوحيدة لأسرة ثرية من أبوين يهوديين، وحققت شهرتها قبل رحيلها إلى مدينة هوليوود.
ولقد حققت شهرة عالمية من خلال دورها في فيلم «شمشون ودليلة» الذي مثلت به عام 1949م. وتحولت نجمة هوليود بعد ذلك إلى مجال البحث العلمي، فبعض العلماء يرون أنها المخترع الحقيقي لجهاز الهاتف المحمول، وأنها سجلت ذلك في أميركا، وأنها سجلت اختراعاً آخر هو (تحريك الطوربيد باللاسلكي)، وقد فكرت في تحريك الطوربيد عندما تزوجت رجلا يبيع السلاح. وتزوجت ستة مرات .

## الأفلام
- فتاة زيغفيلد
- شمشون ودليلة 1949

## الوفاة
توفيت في ولاية فلوريدا في 19 يناير 2000، عن عمر ناهز 86 عاما، ولقد قالت الشرطة الأميركية أن اصدقاء هيدي عثروا عليها متوفية في سريرها بمنزلها في «التامونت سبرينغ» بعد أن انتابهم القلق عليها حين لم ترد على اتصالاتهم الهاتفية. ولم يعرف بالتحديد موعد وفاتها. وقال ستيف اولسون المتحدث باسم الشرطة: «يبدو أنها توفيت في سريرها. ولقد شاهدها لآخر مرة عدد من الاصدقاء منذ بضعة أيام. وكانوا قد اعتادوا التردد عليها من حين لآخر للاطمئنان عليها» مشيراً إلى أن هيدي كانت تعيش بمفردها.

## وصلات خارجية
- هيدي لامار على موقع IMDb (الإنجليزية)
- هيدي لامار على موقع الموسوعة البريطانية (الإنجليزية)
- هيدي لامار على موقع روتن توميتوز (الإنجليزية)
- هيدي لامار على موقع مونزينجر (الألمانية)
- هيدي لامار على موقع ألو سيني (الفرنسية)
- هيدي لامار على موقع ميوزك برينز (الإنجليزية)
- هيدي لامار على موقع تيرنر كلاسيك موفيز (الإنجليزية)
- هيدي لامار على موقع أول موفي (الإنجليزية)
- هيدي لامار على موقع قاعدة بيانات الأفلام السويدية (السويدية)
- هيدي لامار على موقع إن إن دي بي (الإنجليزية)

- الذكرى الـ101 لميلاد هيدي لامار الممثلة العالمية